# Phanerochaete robusta
Phanerochaete robusta är en svampart som beskrevs av Parmasto 1968. Phanerochaete robusta ingår i släktet Phanerochaete och familjen Phanerochaetaceae.   Inga underarter finns listade i Catalogue of Life.